# Chlum u Třeboně
Chlum u Třeboně – miasteczko i gmina w Czechach, w powiecie Jindřichův Hradec, w kraju południowoczeskim. Według danych z dnia 1 stycznia 2014 liczyła 2 030 mieszkańców.